# Conditional access module

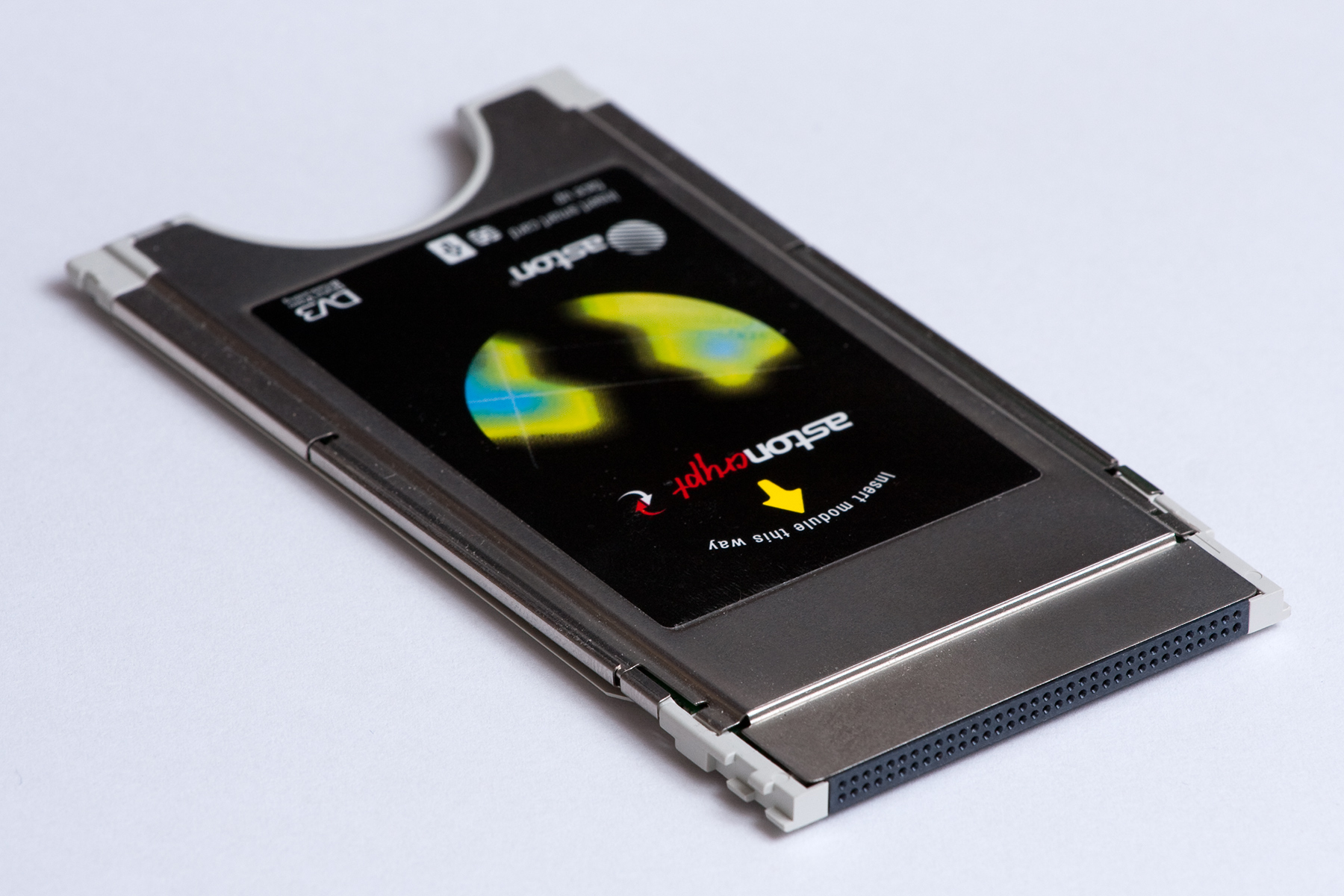
Conditional Access Module

Een Conditional Access Module of afgekort CAM is een PC Card waar een smartcard in geplaatst kan worden. Deze smartcard is verkrijgbaar bij aanbieders van digitale betaaltelevisie, zoals CanalDigitaal, Digitenne en TV Vlaanderen voor Nederland en Vlaanderen, maar er zijn ook diverse internationale aanbieders van onder andere erotische- en muziekkanalen. De smartcard bevat sleutels die in combinatie met een geldig abonnement de decodering van betaalde kanalen mogelijk maakt. Het geheel van de CAM met smartcard kan geplaatst worden in een Common Interface slot van een DVB-ontvanger. De DVB-ontvanger is meestal een apart kastje bij de televisie, maar kan ook ingebouwd zijn in de televisie of een insteekkaart in een PC zijn. In sommige gevallen bevat de CAM zèlf al sleutels voor bepaalde betaalkanalen, die kunnen in dat geval ook zonder smartcard bekeken worden. Een CAM kan één of meerdere coderingen aan, zoals Irdeto, Mediaguard, Safeview, Viaccess of Conax.

## Programmeerbare modules
Er bestaan ook programmeerbare modules. Deze worden voornamelijk gebruikt door hobbyïsten. Door de module opnieuw te programmeren met een andere firmware die van het internet gedownload kan worden kan de module vaak opeens overweg met alle gangbare coderingen. De legaliteit van deze firmwares is onzeker. Ook is er vaak de optie om sleutels van gekraakte betaalkanalen in de CAM op te slaan zodat deze kanalen zonder abonnement kunnen worden bekeken, dit is uiteraard illegaal. De bekendste programmeerbare module is de Magic/Matrix CAM.

## Ondersteuning in Nederland
De meeste modules die geschikt zijn voor Seca Mediaguard 3 kunnen gebruikt worden voor CanalDigitaal. De meeste modules die geschikt zijn voor Conax kunnen gebruikt worden voor Digitenne. Hoewel een aantal Nederlandse kabelproviders standaard Irdeto versie 2 codering gebruikt (onder andere Delta, CAIW en Ziggo) werkt een standaard Irdeto2 module niet bij deze providers. Deze providers hebben er namelijk voor gekozen om een aanpassing te doen in de smartcard waardoor deze dienst weigert in ontvangers of modules die niet "goedgekeurd" zijn, en ze bieden geen goedgekeurde modules aan. Bij UPC is de smartcard voorzien van een boxkey waardoor deze is "gehuwd" met één specifieke ontvanger. Zelfs een andere ontvanger van hetzelfde merk en type kan dan niet met de smartcard werken, een CAM is dus ook uitgesloten. Alleen bij professionele toepassingen zoals Hotels, of luistercijfers bepalen, levert UPC een boxkey met een losse (geen CI+) CAM.